# Нярылькы (приток Таза)
Нярылькы (устар. Нярый-Кы) — река в России, протекает по территории Красноселькупского района Ямало-Ненецкого автономного округа. Устье реки находится в 1077 км по правому берегу реки Таз на высоте 56 метров над уровнем моря. Протекает по лесистой местности. Длина реки составляет 56 км.

## Данные водного реестра
По данным государственного водного реестра России относится к Нижнеобскому бассейновому округу, водохозяйственный участок реки — Таз, речной подбассейн реки — подбассейн отсутствует. Речной бассейн реки — Таз.
Код объекта в государственном водном реестре — 15050000112115300063853.